# Cité Monthiers
La cité Monthiers est une voie du 9e arrondissement de Paris, en France.

## Situation et accès
La cité Monthiers est une voie située dans le 9e arrondissement de Paris qui débute au 55, rue de Clichy et se termine au 72 bis, rue d'Amsterdam.
Le quartier est desservi par la ligne 13 à la station Liège.

## Origine du nom
Elle porte le nom de M. Monthiers, propriétaire des terrains sur lesquels la voie fut ouverte.

## Historique
Cette voie, avec sa dénomination actuelle, date de 1878. Elle occupe l'emplacement d'une petite maison de campagne ayant appartenu autrefois au duc de Grammont, dont la maîtresse Mlle Coupé, danseuse à l'Opéra, cacha le girondin Vergniaud pendant la Terreur.

## Dans la culture
C'est ici que Jean Cocteau situe la bataille de boules de neige qui ouvre son roman Les Enfants Terribles. Pour son film, Le Sang d'un poète, Cocteau demanda à son décorateur Jean d'Eaubonne de reconstituer entièrement la cité Monthiers sous la neige aux studios de Billancourt. Le cinéaste tenait à recréer la célèbre scène de bataille de boules de neige menée par l'élève Dargelos qui ouvre le roman. 
Jean et Jeanne Bourgoint, personnes réelles qui inspirèrent Cocteau pour ses personnages de Paul et Élisabeth, vivaient dans un appartement situé rue Rodier.  

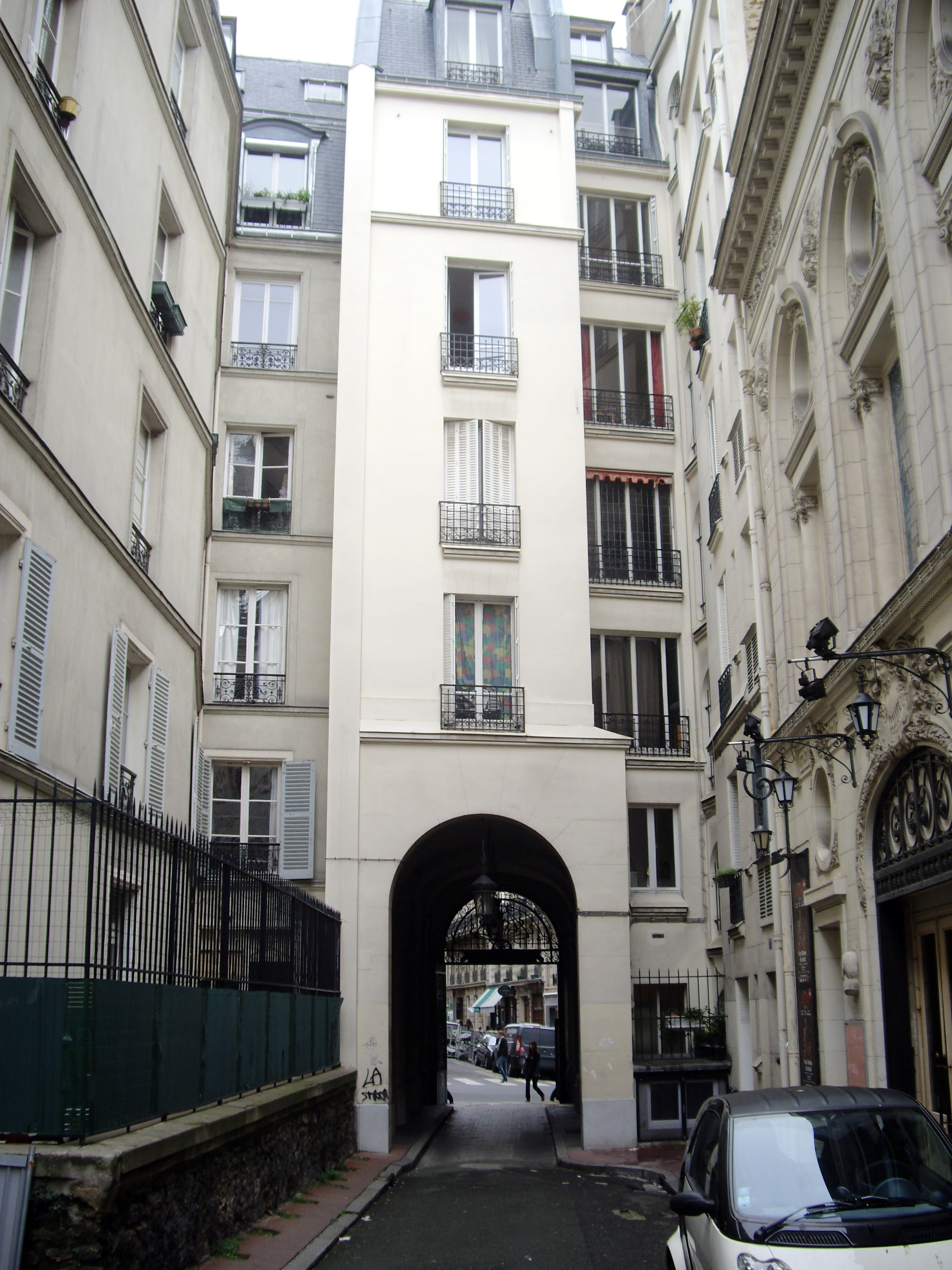
La cité Monthiers.
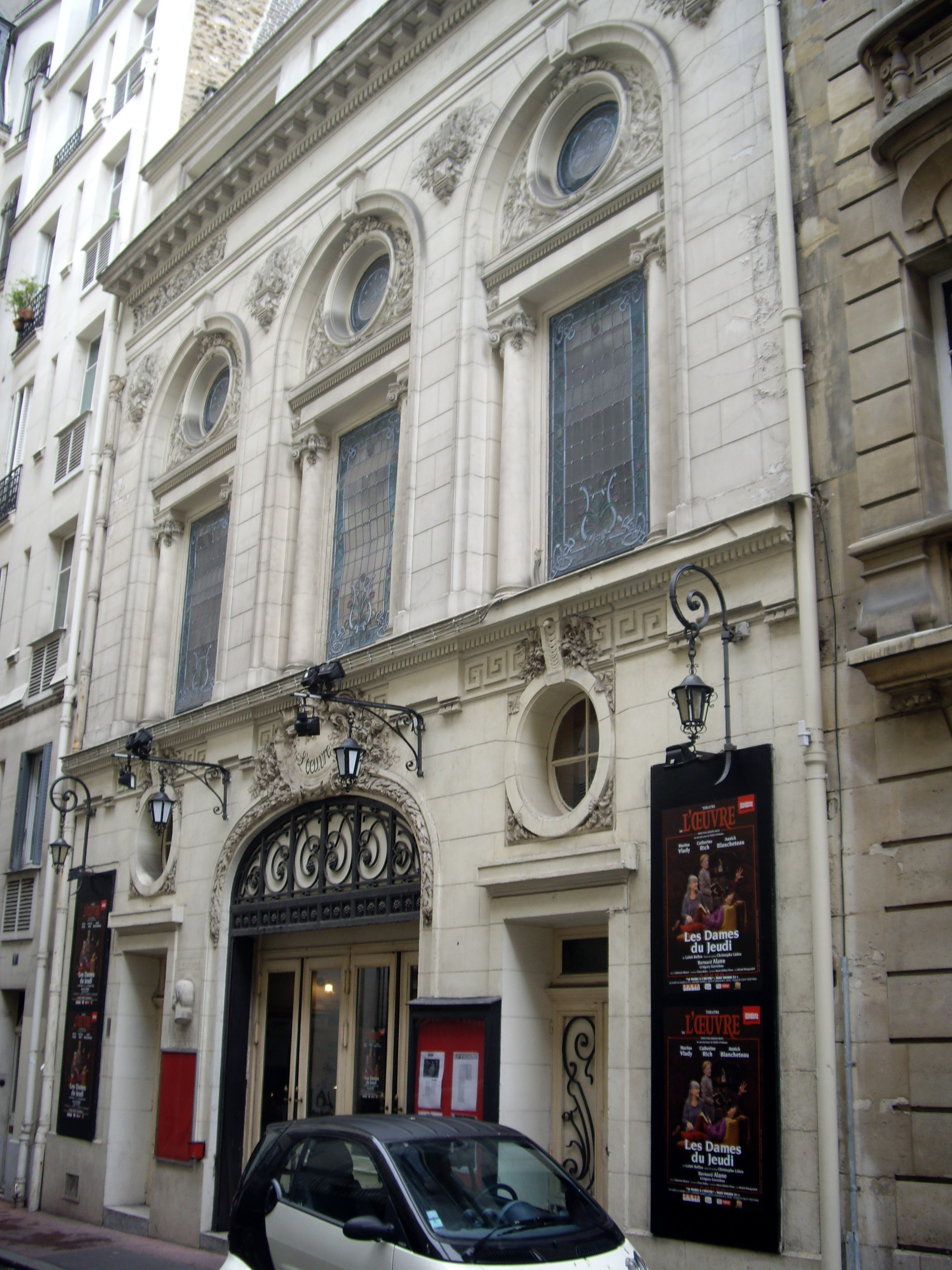
Le théâtre de l'Œuvre.
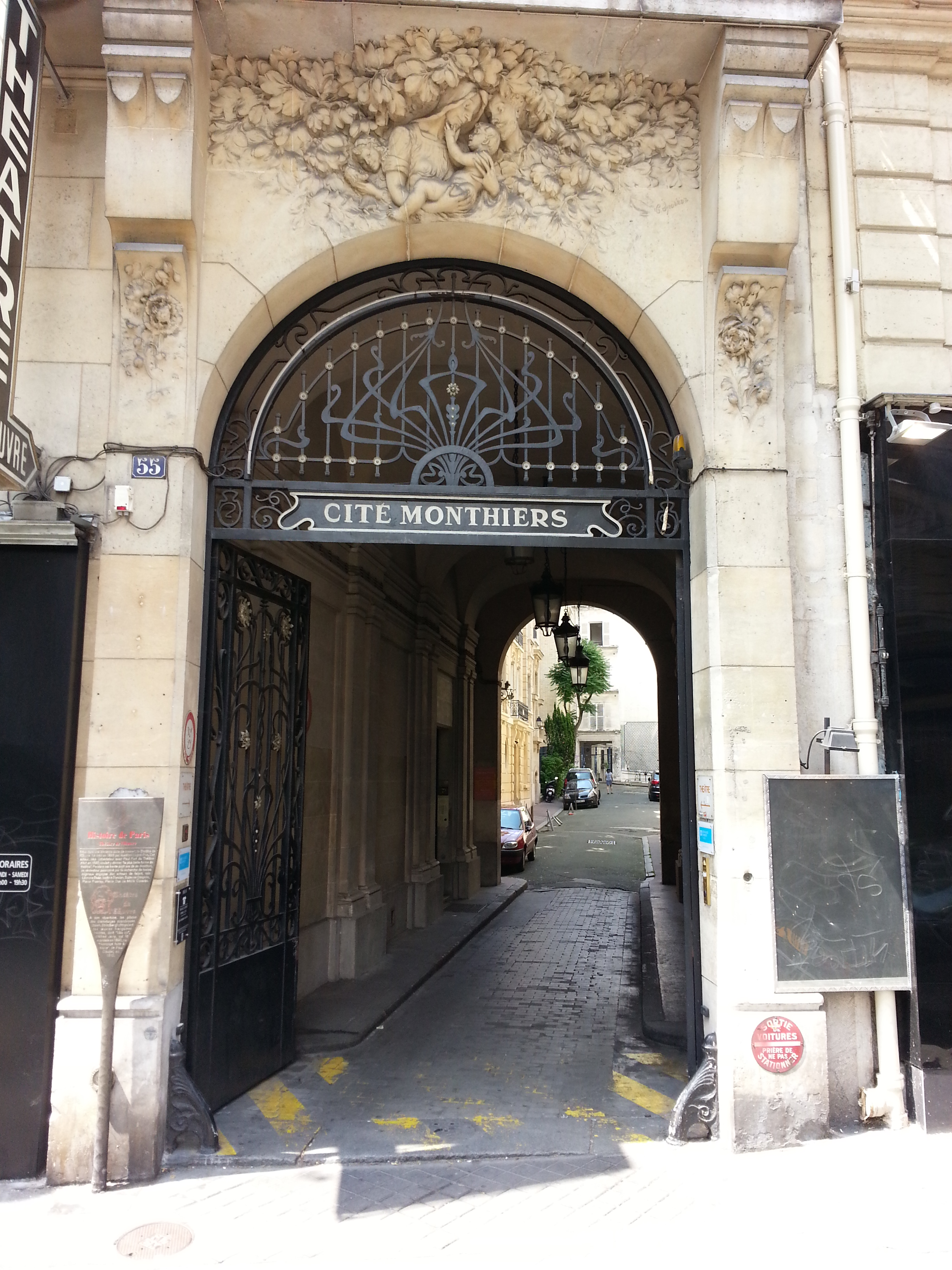